# Хескет Рейсинг
Хескет Рейсинг (на английски: Hesketh Racing) е отбор от Формула 1. Създаден в Великобритания. Дебютира през 1974 година във Формула 1 като регистрира една победа и една най-бърза обиколка и 48 точки.

### Победи на Хескет във Формула 1
| N | Година | Пилот       | Двигател    | Гуми | Голяма награда | Писта    | Статистика |
| - | ------ | ----------- | ----------- | ---- | -------------- | -------- | ---------- |
| 1 | 1975   | Джеймс Хънт | Хескет-Форд | Г    | Нидерландия    | Зандворд | Статистика |